# Jae
朴再興（： Park Jaehyung；1992年9月15日—），以藝名Jae（韓語：제이）為人熟識，是一位韓裔美籍音樂家、歌手、作詞家和作曲家，韓國搖滾樂團DAY6的主唱兼主吉他手。成為DAY6團員之前，他參加韓國大型選秀音樂節目《K-pop Star 1》並獲得第六名，進而在韓國受到關注。2020年，他開始以eaJ的名義發行個人音樂。2022年，他以eaJ作為藝名正式發布個人單曲「Car Crash」，並在美國出道為獨立歌手。

## 早期生活
朴再興出生於阿根廷布宜諾斯艾利斯，幼年時移居加州喜瑞都。他畢業於喜瑞都高中，後來在加州州立大學長堤分校學習政治學。在整個高中和大學期間，他經營一個YouTube頻道“YellowPostItMan”，他在那裡上傳吉他歌曲翻唱影片作為業餘愛好，曾以Jae Park名義發行單曲〈Better Man〉。
2012年，朴再興從大學休學，以歌手兼吉他手的身份參加《K-pop Star 1》演出。儘管他以第六名的成績被淘汰出局，JYP娛樂在演出結束時向再興簽訂合約，讓他加入公司，擔任即將出道樂團的練習生。再興接受這個提議並搬到韓國。

## 演藝生涯
2015年9月7日，Jae以JYP娛樂第一支搖滾樂團DAY6的主唱和電吉他手亮相。樂團以迷你專輯《The Day》首次登台。2016年3月，樂團發行第二張迷你專輯《Daydream》，Jae參與製作兩首單曲：〈Blood〉和〈First Time〉。Jae在《Daydream》之後繼續積極參與許多歌曲的製作。
2016年6月28日，他與朴智敏和U-KISS前成員Kevin一起成為阿里郎電視台節目《After School Club》的主持人。他於2018年7月17日正式畢業。
2017年9月，Jae開設一個名為JaeSix（後更名為eaJ）的Youtube頻道。他於2020年在該頻道開始以eaJ的名義發佈自己創作的個人歌曲。
Jae每週一都會在阿里郎電台的週一音樂訪問節目中與歌手NakJoon一起擔任客座DJ。他最後一次作為客座DJ出現是在2018年4月30日。
2020年2月5日，Jae與Dive Studios合作，開始他的第一個Podcast系列「How Did I Get Here?」（HDIGH）。2020年8月7日，AleXa正式成為他的新搭檔主持人。隨著每週二播出的節目，它很快獲得許多觀眾聆聽。HDIGH Podcast榮獲2020年Podcast獎「民眾選擇」和「娛樂」類別，以及Apple Podcast 2020年最佳Podcast。2021年5月26日，Dive Studios正式宣布，將於2021年6月1日發行最後一集HDIGH。
2020年9月21日，Jae與2PM的Nichkhun一起為動畫影集《大英雄天團》第三季中的兩個小角色配音。
2020年11月27日，饒舌歌手DPR Live與Crush和Jae合作歌曲〈Jam & Butterfly〉。
2020年9月16日，Jae宣佈他首次與Seori合作並推出歌曲〈It just is〉，同時凱西在其中客串吉他部份。2021年8月22日，他們發佈最新合作作品〈Dive with You〉。
2020年12月，Jae和凱西在Youtube上發表單曲〈Pillow〉。
Jae於2021年11月6日至7日在加州帕莎蒂娜玫瑰碗舉行的2021年Head in the Clouds Festival上演出。
2021年12月31日，Jae透過Instagram和推特宣佈將暫停團體活動。2022年1月1日中午，JYP娛樂宣佈Jae由於私人因素，已於2021年12月31日與公司解約，並退出樂團。
2022年4月8日，Jae正式發布個人單曲“Car Crash” ，並與 100 Thieves 和 John Lee 合作拍攝MV，該曲也是Jae在Spotify上首次以“eaJ”身份發布的第一首單曲。
2022年4月12日，Jae在YouTube上發布了單曲，“Sincerely,”表達對粉絲的歉意及感謝，並承諾該曲作為獻給粉絲的禮物，不會在任何音樂官方平台上發布以賺取任何收益。
2022年5月25日，Jae通過Dive Studios發布了他的第二個“Mindset Collection”， Jae表示「當我完成我的第一個 Mindset Collection 時，我仍在研究如何在精神上變得更好。我仍然擔心，我作為一個人，作為 Jae，作為 eaJ，還不夠好……如果上次是關於我的心理健康，這次是關於我努力接受自己的問題。 」
2022年8月21日，Jae於88rising在加州帕莎蒂娜玫瑰碗舉行的2022年Head in the Clouds Festival上演出。

## 私人生活
2020年5月10日，JYP娛樂宣布，由於樂團一些成員心理健康的問題，DAY6將暫停活動。在雜誌《誘惑》的一次採訪中，Jae透露他在2020年4月被診斷出患有恐慌症。在JYP正式宣布這一消息近一週後，朴再興在自己的個人推特帳戶上分享自己的最新情況，並開始分享自己的心理健康方面的經驗。
2020年9月15日，再興與英國服裝品牌Represent合作，發起一個名為From Friends的計畫，銷售服裝和其他商品。這項運動籌集10萬美元，並捐給Jed Foundation，該基金會為青少年和年輕人提供免費的心理健康資源。

## 爭議
從2020年到2021年初，再興有一個Twitch頻道，在那裡他定期直播自己和朋友玩電子遊戲的影片，例如《Among Us》、《動物森友會系列》、《天天過馬路》、《機器磚塊》和《特戰英豪》。在《腐蝕》遊戲的一段影片中，朴再興開玩笑說一個玩家是他的「sugar daddy」，並做出一個模仿口交的手勢，隨後朴再興在推特上公開道歉，並表示他將無限期停止遊戲直播。在道歉聲明中，朴再興指出，當他用英語與其他主播對話時，文化差異常常導致誤譯，在某些情況下，這讓他看起來比最初的評論更有問題，但他承認自己的言行「不成熟」，他會更加努力理解自己作為一個公眾人物的重要性。
2022年1月9日，在返回Twitch後的一次直播中，朴再興說：「現在我已經不在K-pop了，我可以這麼說。為什麼Jamie想成為一個婊子？」（Now that I'm not in K-pop anymore, I can say this. Why is Jamie trying to be a thot?）這裡指的是同為韓國歌手的朴智敏，她是一位藝人，同時也是再興的朋友，之前待在同一家公司。由於使用貶義詞「thot」，朴再興在事件發生後的一波強烈反應中，被一些批評者稱呼是厭惡女性的。不久之後，他經由推特道歉，解釋說他認為「thot」（婊子）是另一個俚語「baddie」（壞蛋）的同義詞，發表意見時沒有任何惡意。再興後來證實，他親自聯繫朴智敏並當面向她道歉，他表示「讓Jamie有這種感覺感到糟糕。」（[felt] terrible for making Jamie feel the way she [did].）

## 音樂作品

### 韓國音樂著作權家協會登錄號
| 姓名 | 登記名字   | 編號     | 附註   |
| ---- | ---------- | -------- | ------ |
| Jae  | Jae / 제이 | 10010558 | [ 40 ] |

### 詞曲創作
| 年份 | 歌曲           | 演唱者 | 專輯                   | 備註              |
| ---- | -------------- | ------ | ---------------------- | ----------------- |
| 2018 | 〈Chocolate〉  | DAY6   | 《Want More 19原聲帶》 | - 作詞： - 作曲： |
| 2019 | 〈Good Night〉 | 鄭世雲 | 《觸及真心原聲帶》     | - 作詞： - 作曲： |

## 影視作品

### 電視節目
| 年份       | 節目名稱              | 角色                       | 電視台    | 備註                      | 文獻   |
| ---------- | --------------------- | -------------------------- | --------- | ------------------------- | ------ |
| 2011       | 《K-pop Star 1》      | 參賽選手                   | SBS       | 第六名                    | [ 42 ] |
| 2013       | 《WIN》               | JYP娛樂練習生              | Mnet      | 第4集                     | [ 43 ] |
| 2016       | 《我們小區藝體能》    | 參賽選手                   | KBS       | 羽毛球篇，第164－165集    |        |
| 2016－2018 | 《After School Club》 | 主持人                     | 阿里郎    | 第218－324集，第325集畢業 |        |
| 2017       | 《看見你的聲音》      | 音痴搜查隊                 | MBC       | 第四季第13集              |        |
| 2020       | 《大英雄天團》        | Kwang-Sun、Ye Joon（聲演） | Disney XD | 單集：「Big Hero Battle」 | [ 21 ] |

### Podcasts
| 年份       | 節目名稱                         | 角色   | 電台         | 備註 | 文獻   |
| ---------- | -------------------------------- | ------ | ------------ | ---- | ------ |
| 2020－2021 | 《How Did I Get Here?》（HDIGH） | 主持人 | DIVE Studios |      | [ 16 ] |

## 外部連結
- Jae的X（前Twitter）
- Jae的Instagram帳戶
- YouTube上的eaJ頻道
- eaJ的Twitch频道
- Jae的小红书帐号